# ジョン・リンゼイ

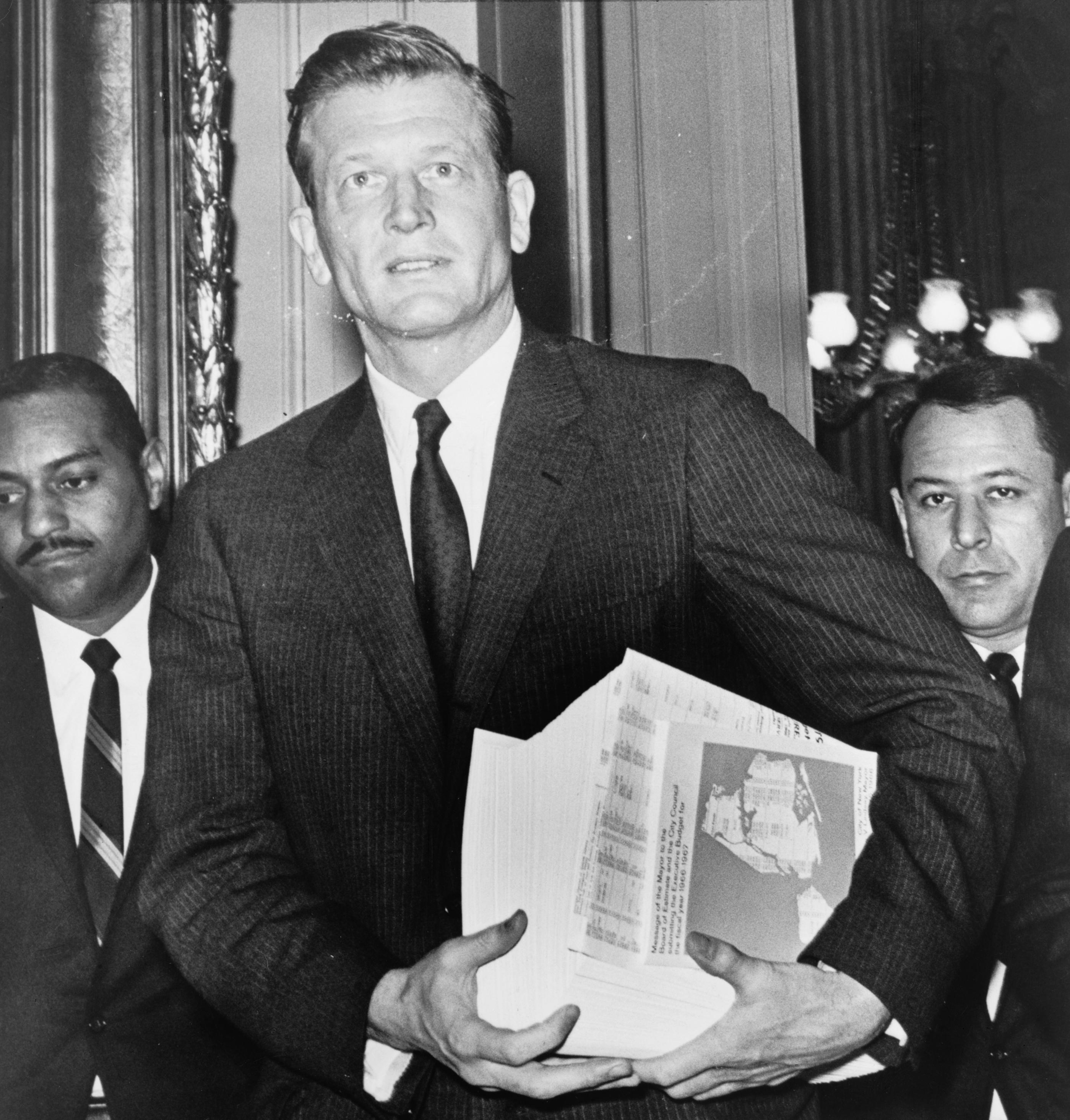
ジョン・フリート・リンゼイ

ジョン・フリート・リンゼイ（John Vliet Lindsay, John V Lindsay, 1921年11月24日 - 2000年12月19日）は、元アメリカ合衆国下院議員（1959年から1965年まで）で、元ニューヨーク市長（1966年から1973年まで）。

## 概要
アングロサクソン系プロテスタントの弁護士の家庭に生まれる。第二次世界大戦への従軍を中途に挟んで、イェール大学のロースクールを修了後に本人も弁護士となる。1955年に司法省入りして公民権法などに取り組み、1959年に共和党から下院議員に当選。下院議員在職中は共和党員の中でもリベラルな異端児としての活動が目立ち、1966年にはニューヨーク市長に選出された。
リンゼイが市長に就任した当時は、公民権運動が盛んとなりニューヨークの住民の少なからざる部分を占める黒人などのマイノリティや大都市化によって顕在化してきた都市問題・特に労働者や低所得層の生活環境を如何に改善させるかを迫られた。実際就任直後にはニューヨーク市交通局の従業員がストライキを打ち、更には教職員や清掃局員のストにニューヨーク市警の腐敗一掃などに直面することになり、1970年に起きたベトナム・カンボジア反戦運動と建設労働者の衝突（ヘルメット暴動）の際には建設労働者などの保守派に加えて暴動を殆ど傍観するだけだった警察官からも指弾を受ける破目になった。とはいえ世界で初めて歩行者天国（5番街の一部）の実施に踏み切り公民権運動や反戦運動が盛んだった1960年代のニューヨークにおいて大規模な暴動を起こさせず乗り切ったと評価される一方、リンゼイの施策が結果として1970年代後期の財政危機を招いた大きな責任があると言われるなど市長としては頻繁に議論の的となる人物である。ちなみに南ブルックリンの暴動事件の際に白人と黒人の仲裁をギャングのジョーイ・ギャロに依頼したのを非難されると、「ボーイスカウトのリーダー(正義感の代名詞)でもできないことはあるだろうし、結果がいいならいいじゃないか」と開き直ったとされる。
1971年に党籍を民主党に変更、1972年の大統領選に名乗りを挙げるが候補としての指名も叶わず、翌1973年に市長を退任。その後1980年にはニューヨーク州選出の上院議員にも立候補するが候補者指名は成らず、パーキンソン病から肺炎を併発して79歳で死去。